# TÜV
TÜV, förkortning för Technischer Überwachungsverein (ungefär Teknisk övervakningsförening eller -organisation) är  tyska organisationer med regionala underavdelningar runt om i Tyskland. Målet är att skydda människor och miljön från faror från fabriker, produkter m.m. TÜV fungerar som en oberoende konsult och kontrollerar fabriksanläggningar, elinstallationer, fordon m.m. TÜV har mycket stränga krav för att godkänna (TÜV geprüft) och har blivit en av de starkaste kvalitetsmärkningarna internationellt. 